# Île Huckleberry
L'île Huckleberry est une île de l'État de Washington dans le Comté de Skagit, aux États-Unis.

## Description
Elle s'étend sur environ 380 m de longueur pour une largeur d'à peu près 240 m.